# Psammopora delittlei
Psammopora delittlei is een keversoort uit de familie van de kortschildkevers (Staphylinidae). De wetenschappelijke naam van de soort is voor het eerst geldig gepubliceerd in 2003 door Pace.